# Exorista terminalis
Exorista terminalis är en tvåvingeart som beskrevs av Robineau-desvoidy 1863. Exorista terminalis ingår i släktet Exorista och familjen parasitflugor.
Artens utbredningsområde är Frankrike. Inga underarter finns listade i Catalogue of Life.